# Чуклин, Алексей Юрьевич
Алексей Чуклин (род. 11 августа 1985 в Барнауле) — российский автогонщик, выступающий в различных международных автоспортивных турнирах, как по российской, так и по украинской гоночной лицензиям.

## Карьера
После короткой карьеры в российском чемпионате картинговой серии Rotax Max Чуклин провёл несколько месяцев в Великобритании и других странах Западной Европы, тестируя болид Ф-Рено Tatuus. В декабре 2010 г. Чуклин вместе с командой MP Motorsport принял участие в зимних коллективных тестах на формуле Caparo. Несколько месяцев спустя он подписал контракт с MP Motorsport, предполагающий участие в полном сезоне Североевропейского Кубка Формулы Рено 2.0 (NEC), а также в нескольких гонках Еврокубка Формулы Рено 2.0.

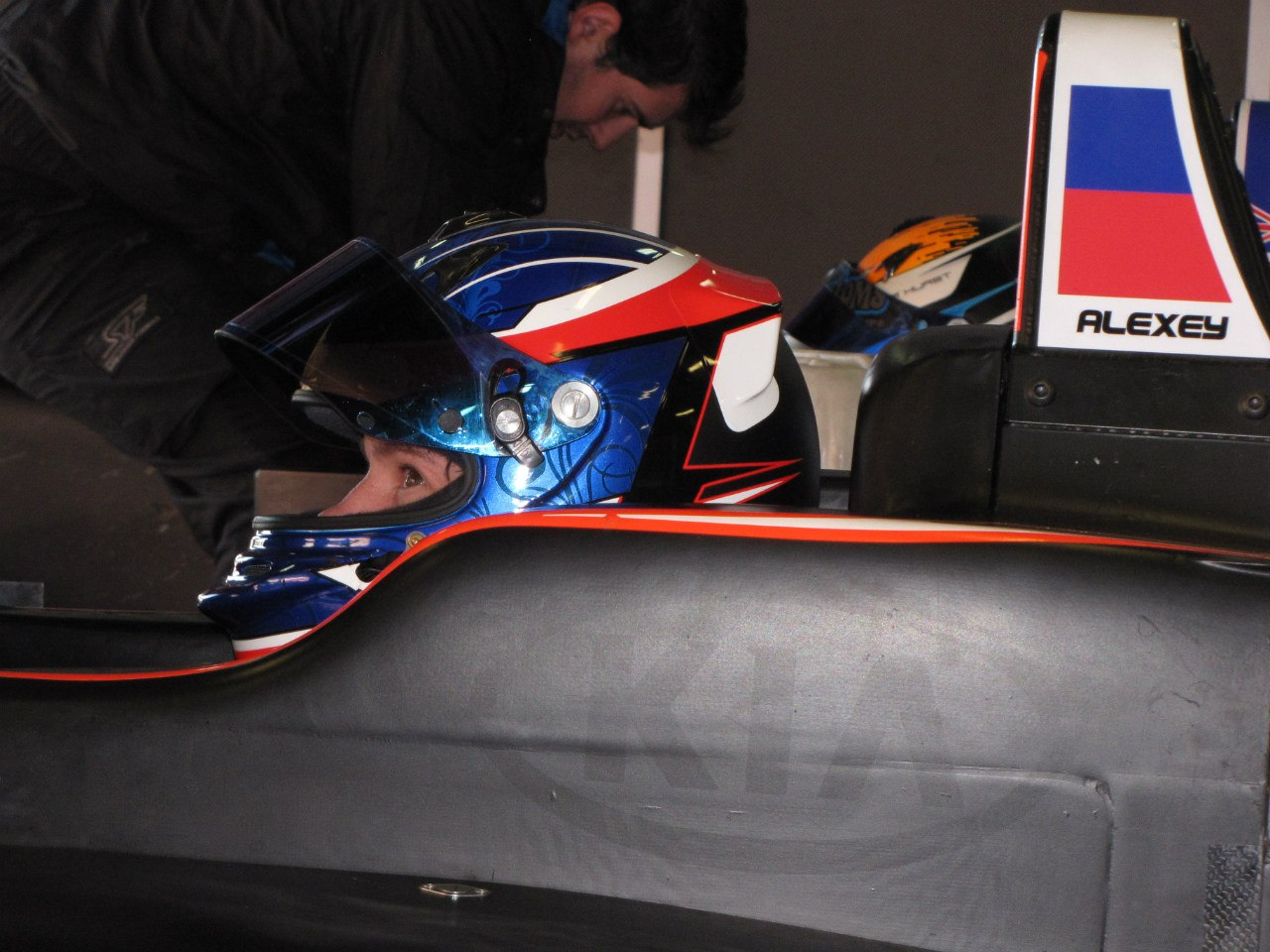
А. Чуклин (Барселона, Испания)

29-30 мая 2011 г. Чуклин принял участие в любительском чемпионате V de V Challenge, где взял три поул-позишн и победил в двух гонках из трех .
В августе и октябре 2011 года Чуклин вместе с другими членами команды MP Motorsport в качестве гостевого гонщика выступил на этапах Еврокубка Формулы Рено 2.0 в Сильверстоуне (Великобритания) и Барселоне.
По итогам сезона 2011 года в Североевропейском кубке Формулы Рено 2.0 (NEC), который завершился уикендом в Монце (Италия) 23-25 сентября, Чуклин набрал 118 очков и занял 13 позицию в общем зачете.
В сезоне 2012 года Чуклин продолжил выступать в Североевропейском кубке Формулы Рено 2.0 (NEC) вместе с командой MP Motorsport, которая объединилась с британской командой Manor Competition.

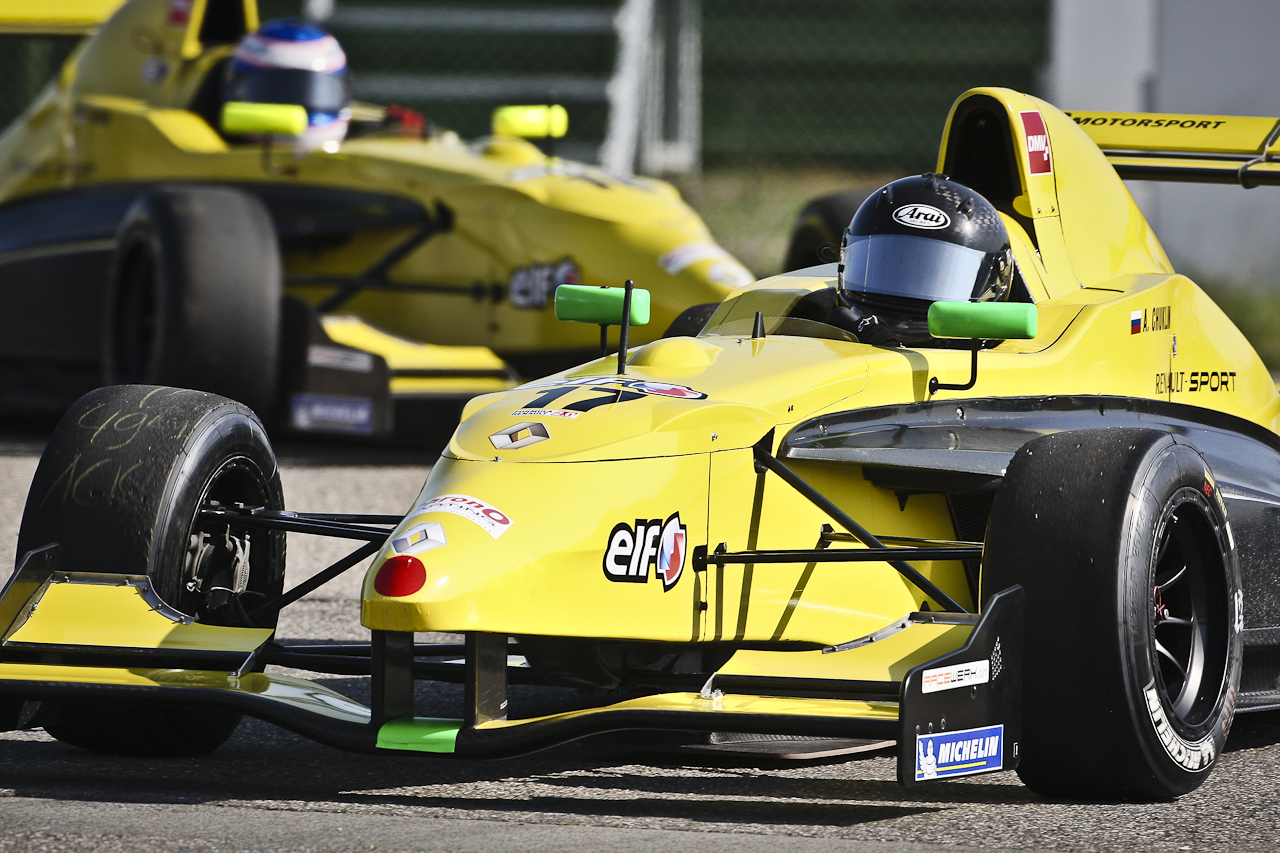
Алексей Чуклин в Хоккенхайме, Германия

В июле 2012 года Алексей Чуклин в качестве гостевого гонщика Fortec Motorsports выступил на этапе Еврокубка Формулы Рено 2.0 в Moscow Raceway.
В октябре 2012 года Чуклин принял участие в финальном этапе сезона кубка Формула Рено 2.0 Альпс в составе Team Torino Motorsport на трассе в Барселоне.
По итогам сезона 2012 года в Североевропейском кубке Формулы Рено 2.0 (NEC), Чуклин набрал 23 очкa и занял 34 позицию в общем зачете
В конце 2012 года Чуклин успешно провел тесты Dallara F312 и в январе 2013 года подписал контракт с командой EmiliodeVillota Motorsport. Чуклин выступал за команду EmiliodeVillota Motorsport в ходе зимней серии Европейской Формула-3. Чуклин финишировал третьим в гонке второго уикенда в серии.
В сезоне 2013 года Европейской Формула-3 Алексей Чуклин выступал за команду EmiliodeVillota Motorsport.
По итогам сезона 2013 года в Европейской Формула-3 Чуклин набрал 28 очков и занял 11 позицию в общем зачете
.

## Результаты выступлений
| Сезон | Серия                          | Команда                    | Гонки | Поулы | Победы | Подиумы | Очки | Место |
| ----- | ------------------------------ | -------------------------- | ----- | ----- | ------ | ------- | ---- | ----- |
| 2011  | Formula Renault 2.0 NEC        | MP Motorsport              | 20    | 0     | 0      | 0       | 118  | 13    |
| 2011  | Single seater V de V Challenge | V de V                     | 3     | 3     | 2      | 2       | 104  | 8     |
| 2011  | Eurocup Formula Renault 2.0    | MP Motorsport              | 4     | 0     | 0      | 0       | -    | -     |
| 2012  | Formula Renault 2.0 NEC        | MP Motorsport              | 13    | 0     | 0      | 0       | 23   | 34    |
| 2012  | Eurocup Formula Renault 2.0    | Fortec Motorsports         | 2     | 0     | 0      | 0       | -    | -     |
| 2012  | Formula Renault 2.0 Alps       | Team Torino Motorsport     | 2     | 0     | 0      | 0       | -    | -     |
| 2013  | F3 Open Winter Series          | EmilioDeVillota Motorsport | 2     | 0     | 0      | 1       | -    | -     |
| 2013  | European F3 Open               | EmilioDeVillota Motorsport | 16    | 0     | 0      | 0       | 28   | 11    |

.